# Saint-Didier-de-Formans
Pour les articles homonymes, voir Saint-Didier.
Saint-Didier-de-Formans est une commune française, située dans le département de l'Ain en région Auvergne-Rhône-Alpes.
Les habitants sont appelés Désidériens.

## Géographie
Située en bordure du Val de Saône, au nord de Lyon, la commune de Saint-Didier-de-Formans est traversée d'est en ouest par le Formans.

### Communes limitrophes
| Jassans-Riottier | Frans                   |                 |
| Saint-Bernard    | Saint-Didier-de-Formans | Sainte-Euphémie |
|                  | Trévoux                 | Reyrieux        |

### Climat
Pour des articles plus généraux, voir Climat d'Auvergne-Rhône-Alpes et Climat de l'Ain.
En 2010, le climat de la commune est de type climat océanique altéré, selon une étude du CNRS s'appuyant sur une série de données couvrant la période 1971-2000. En 2020, Météo-France publie une typologie des climats de la France métropolitaine dans laquelle la commune est dans une zone de transition entre le climat semi-continental et le climat de montagne et est dans une zone de transition entre les régions climatiques « Bourgogne, vallée de la Saône » et « Nord-est du Massif Central ».
Pour la période 1971-2000, la température annuelle moyenne est de 11,8 °C, avec une amplitude thermique annuelle de 17,9 °C. Le cumul annuel moyen de précipitations est de 827 mm, avec 9,1 jours de précipitations en janvier et 6,7 jours en juillet. Pour la période 1991-2020, la température moyenne annuelle observée sur la station météorologique de Météo-France la plus proche, « Villefranche », sur la commune de Villefranche-sur-Saône à 6 km à vol d'oiseau, est de 13,1 °C et le cumul annuel moyen de précipitations est de 790,9 mm,. Pour l'avenir, les paramètres climatiques de la commune estimés pour 2050 selon différents scénarios d'émission de gaz à effet de serre sont consultables sur un site dédié publié par Météo-France en novembre 2022.

## Urbanisme

### Typologie
Au 1er janvier 2024, Saint-Didier-de-Formans est catégorisée ceinture urbaine, selon la nouvelle grille communale de densité à 7 niveaux définie par l'Insee en 2022.
Elle appartient à l'unité urbaine de Lyon, une agglomération inter-départementale dont elle est une commune de la banlieue,. Par ailleurs la commune fait partie de l'aire d'attraction de Lyon, dont elle est une commune de la couronne,. Cette aire, qui regroupe 397 communes, est catégorisée dans les aires de 700 000 habitants ou plus (hors Paris),.

### Occupation des sols
L'occupation des sols de la commune, telle qu'elle ressort de la base de données européenne d’occupation biophysique des sols Corine Land Cover (CLC), est marquée par l'importance des territoires agricoles (76,2 % en 2018), en diminution par rapport à 1990 (83,2 %). La répartition détaillée en 2018 est la suivante : zones agricoles hétérogènes (43,5 %), terres arables (25,8 %), zones urbanisées (23,8 %), prairies (7 %).
L'évolution de l’occupation des sols de la commune et de ses infrastructures peut être observée sur les différentes représentations cartographiques du territoire : la carte de Cassini (XVIIIe siècle), la carte d'état-major (1820-1866) et les cartes ou photos aériennes de l'IGN pour la période actuelle (1950 à aujourd'hui).

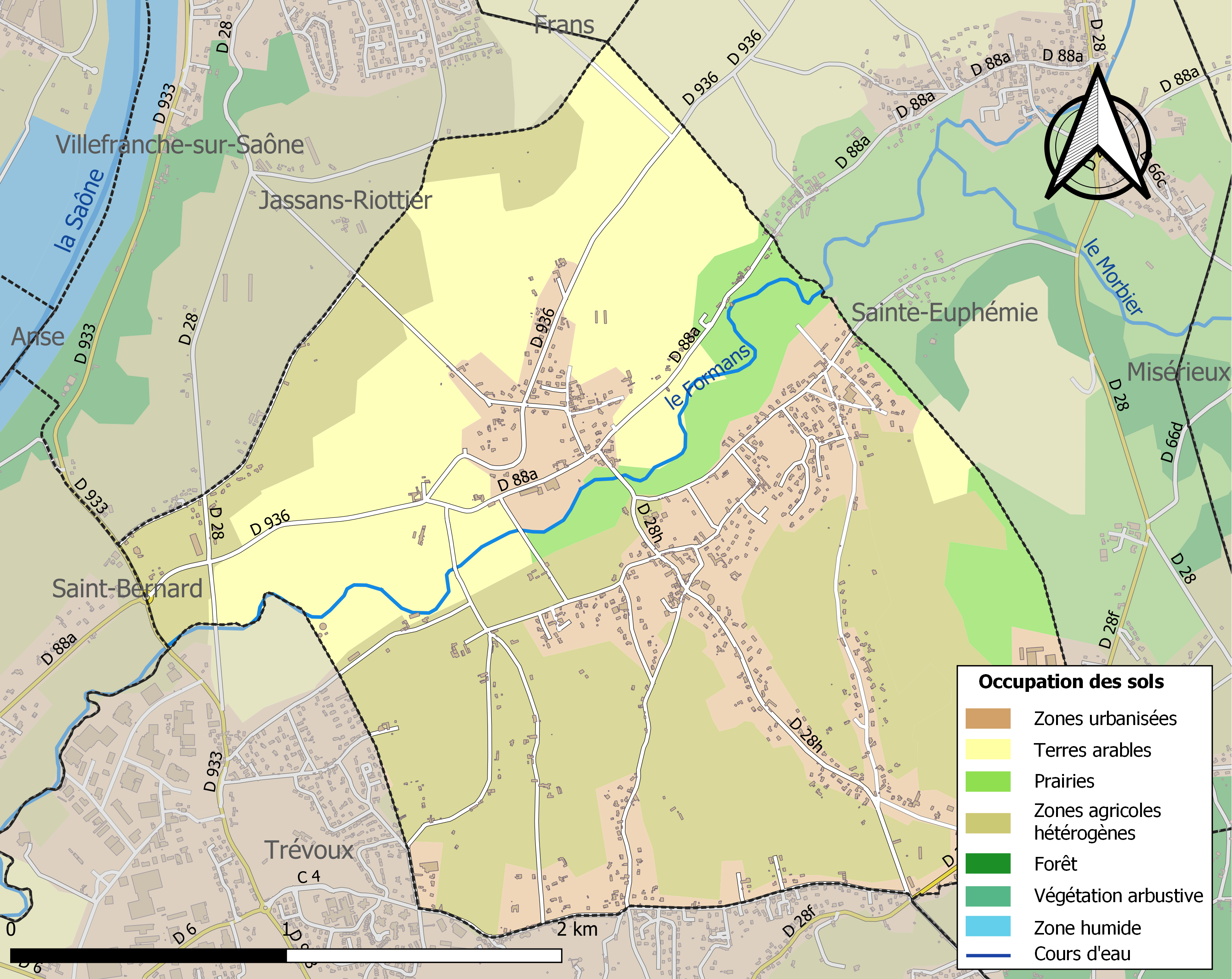
Carte des infrastructures et de l'occupation des sols de la commune en 2018 (CLC).

## Histoire

Monument des Roussilles, érigé sur le lieu de l'exécution du 16 juin 1944.

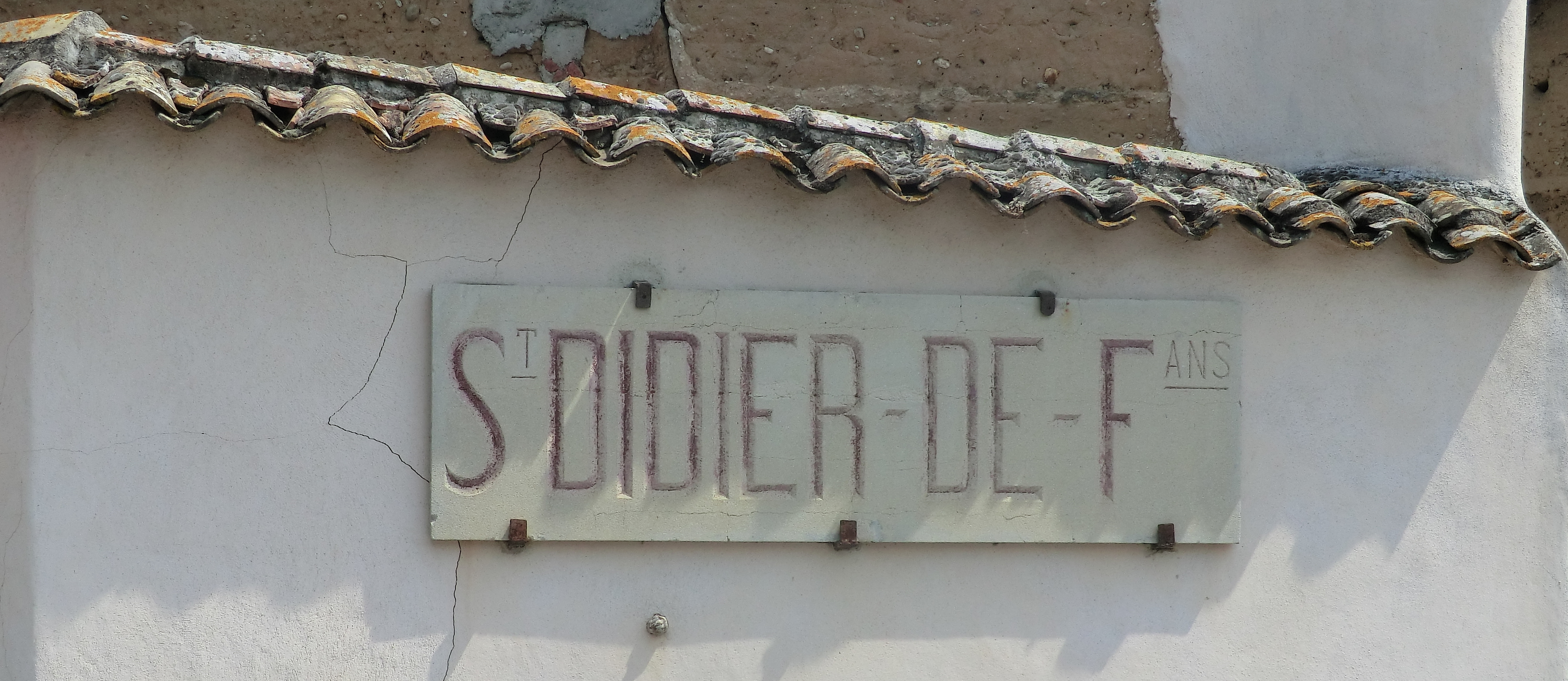
Plaque Saint-Didier-de-Formans à Saint-Didier-de-Formans.

Les premières traces d'occupation de Saint-Didier-de-Formans remontent à l'âge du bronze et à l'époque gallo-romaine. De nombreux objets de ces périodes y ont été retrouvés. La commune eut différents noms au cours de l'histoire parmi lesquels Vindonissia puis Saint Didier de Riotier ou en Dombes puis de Fromens ou Formans. À la suite de la Révolution de 1789, la commune garda quelque temps le nom de Formans-la-Montagne. C'est aussi à cette date que la commune jusqu'alors séparée en deux parties - de Dombes et de Franc-Lyonnais - fut unifiée.
Le 16 juin 1944, trente résistants dont Marc Bloch, Lucien Bonnet et Hector Isabella ont été fusillés par la Gestapo. Ils ont été conduits en pleine nuit depuis leur prison de Lyon dans un champ avoisinant au lieu-dit  les Roussilles,  pour y être exécutés.
On relève deux survivants : Jean Crespo mort le 17 avril 1948 à Marseille (des suites de ses blessures) et Charles Perrin, mort le 10 mars 1975 à Villeurbanne.

## Toponymie
Durant la Révolution française, la commune prend temporairement le nom de Formans-la-Montagne.

## Politique et administration

### Découpage territorial
La commune de Saint-Didier-de-Formans est membre de la communauté de communes Dombes Saône Vallée, un établissement public de coopération intercommunale (EPCI) à fiscalité propre créé le 1er janvier 2014 dont le siège est à Trévoux. Ce dernier est par ailleurs membre d'autres groupements intercommunaux.
Sur le plan administratif, elle est rattachée à l'arrondissement de Bourg-en-Bresse, au département de l'Ain et à la région Auvergne-Rhône-Alpes. Sur le plan électoral, elle dépend du  canton de Trévoux pour l'élection des conseillers départementaux, depuis le redécoupage cantonal de 2014 entré en vigueur en 2015, et de la deuxième circonscription de l'Ain  pour les élections législatives, depuis le dernier découpage électoral de 2010.

### Administration municipale
| Période   | Période  | Identité        | Étiquette | Qualité            |
| --------- | -------- | --------------- | --------- | ------------------ |
| juin 1995 | 2014     | Patrick Rousset | DVG       | Conseiller général |
| mars 2014 | En cours | Frédéric Vallos | SE-DVD    | Fonctionnaire      |

## Démographie
L'évolution du nombre d'habitants est connue à travers les recensements de la population effectués dans la commune depuis 1793. Pour les communes de moins de 10 000 habitants, une enquête de recensement portant sur toute la population est réalisée tous les cinq ans, les populations de référence des années intermédiaires étant quant à elles estimées par interpolation ou extrapolation. Pour la commune, le premier recensement exhaustif entrant dans le cadre du nouveau dispositif a été réalisé en 2005.
En 2022, la commune comptait 2 176 habitants, en évolution de +11,93 % par rapport à 2016 (Ain : +5,15 %, France hors Mayotte : +2,11 %).
| 1793 | 1800 | 1806 | 1821 | 1831 | 1836 | 1841 | 1846 | 1851 |
| ---- | ---- | ---- | ---- | ---- | ---- | ---- | ---- | ---- |
| 410  | 350  | 394  | 507  | 560  | 642  | 658  | 650  | 686  |

| 1856 | 1861 | 1866 | 1872 | 1876 | 1881 | 1886 | 1891 | 1896 |
| ---- | ---- | ---- | ---- | ---- | ---- | ---- | ---- | ---- |
| 700  | 616  | 661  | 632  | 632  | 585  | 546  | 533  | 507  |

| 1901 | 1906 | 1911 | 1921 | 1926 | 1931 | 1936 | 1946 | 1954 |
| ---- | ---- | ---- | ---- | ---- | ---- | ---- | ---- | ---- |
| 515  | 570  | 520  | 519  | 577  | 576  | 548  | 476  | 599  |

| 1962 | 1968 | 1975 | 1982 | 1990  | 1999  | 2005  | 2006  | 2010  |
| ---- | ---- | ---- | ---- | ----- | ----- | ----- | ----- | ----- |
| 627  | 648  | 665  | 992  | 1 288 | 1 544 | 1 746 | 1 751 | 1 792 |

| 2015  | 2020  | 2022  | - | - | - | - | - | - |
| ----- | ----- | ----- | - | - | - | - | - | - |
| 1 889 | 2 072 | 2 176 | - | - | - | - | - | - |

## Culture locale et patrimoine

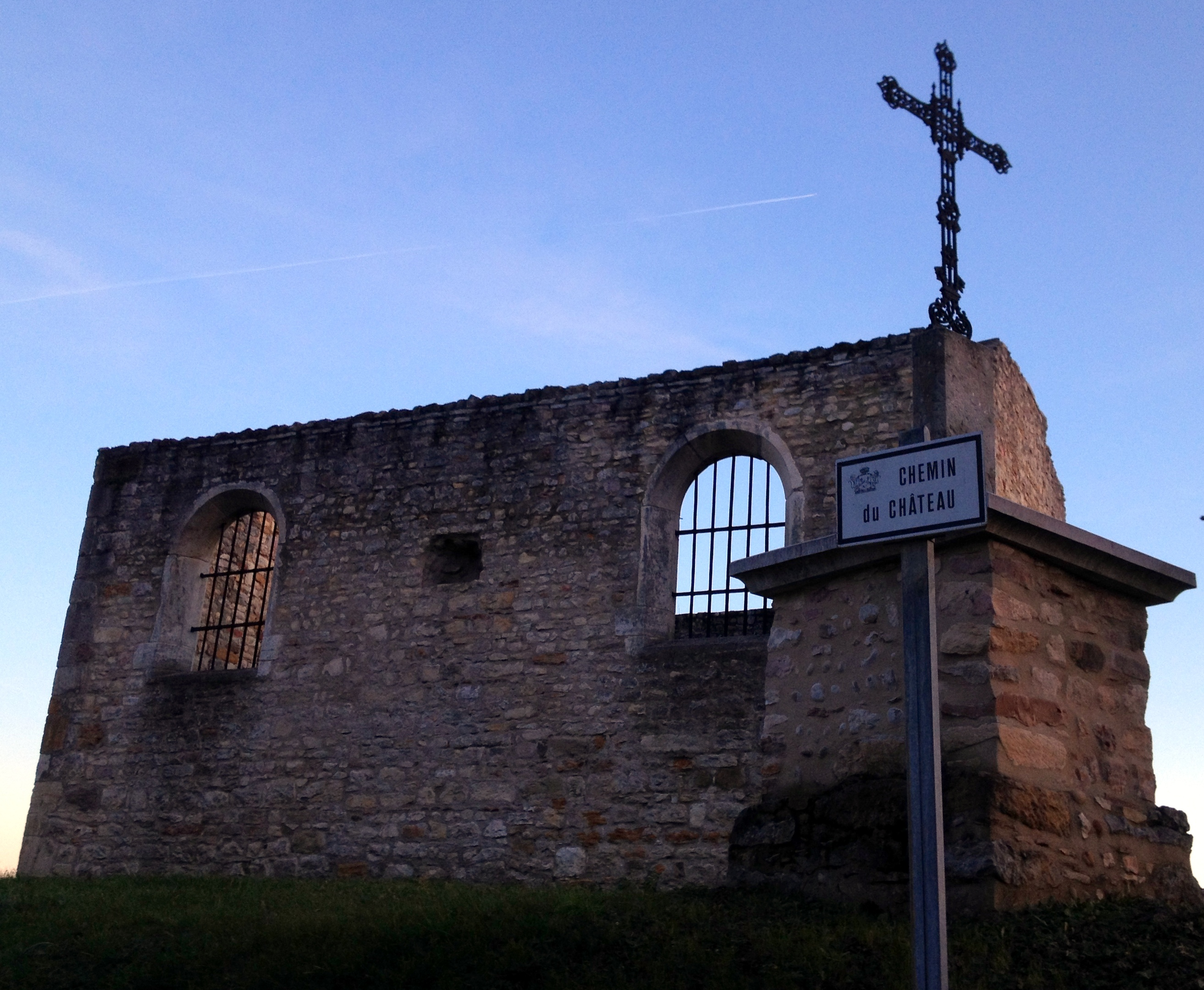
Ancienne chapelle et ancienne croix du cimetière.

### Lieux et monuments
- Château de Tanay. En 1297, il relève des sires de Thoire-Villars[21].
- Château de Saint-Didier-de-Formans. Il est détruit en 1822 est reconstruit dans le 1er quart du XVIIIe siècle.
- Église Saint-Didier, reconstruite au XIXe siècle.
- Chapelle du Vieux Bourg.
- Maison du bois de pierre.
- Mémorial de la Résistance élevé en 1946, appelé localement « monument des Roussilles ».
- Site du Naisoir.

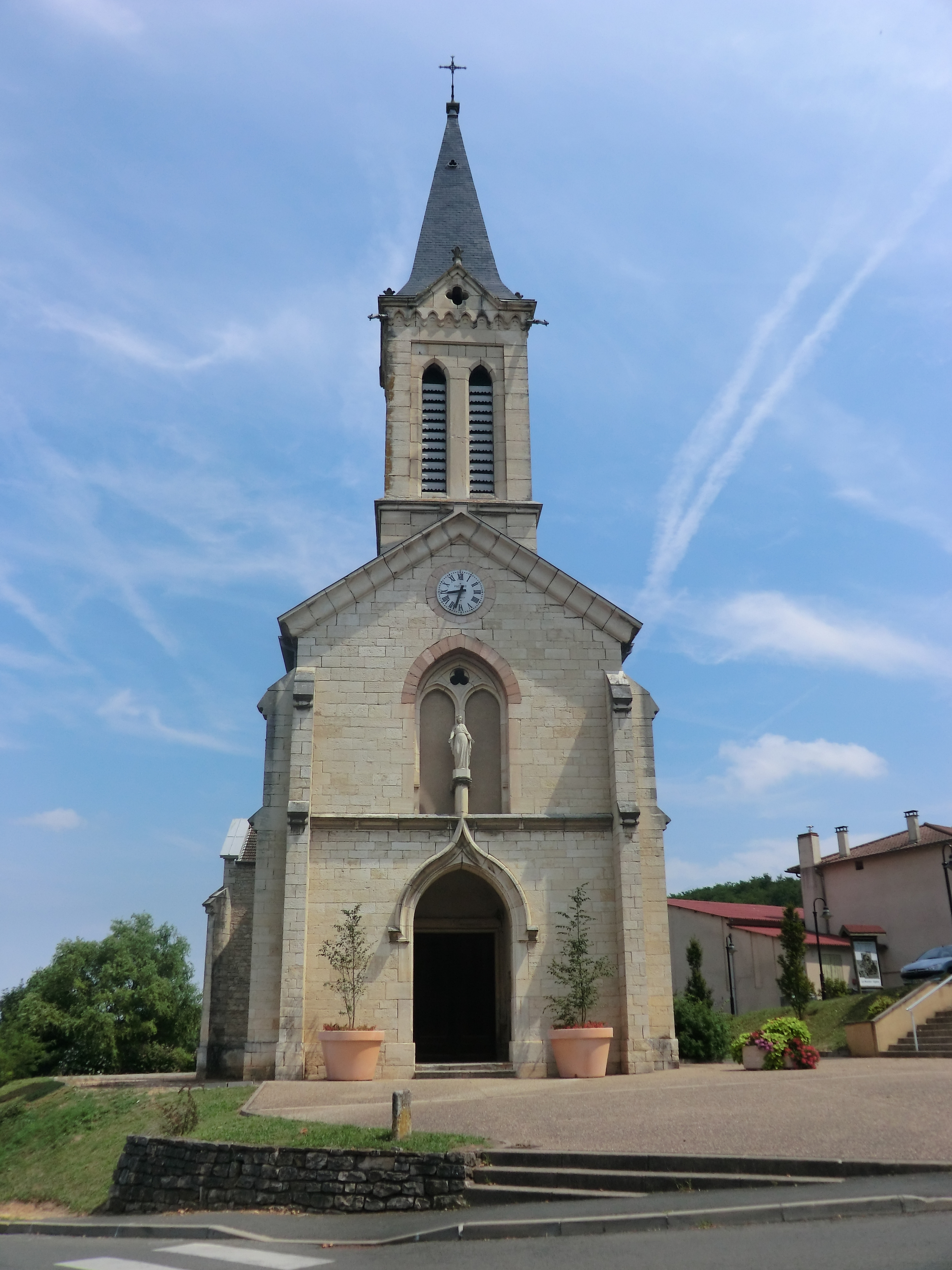
Église Saint-Didier.
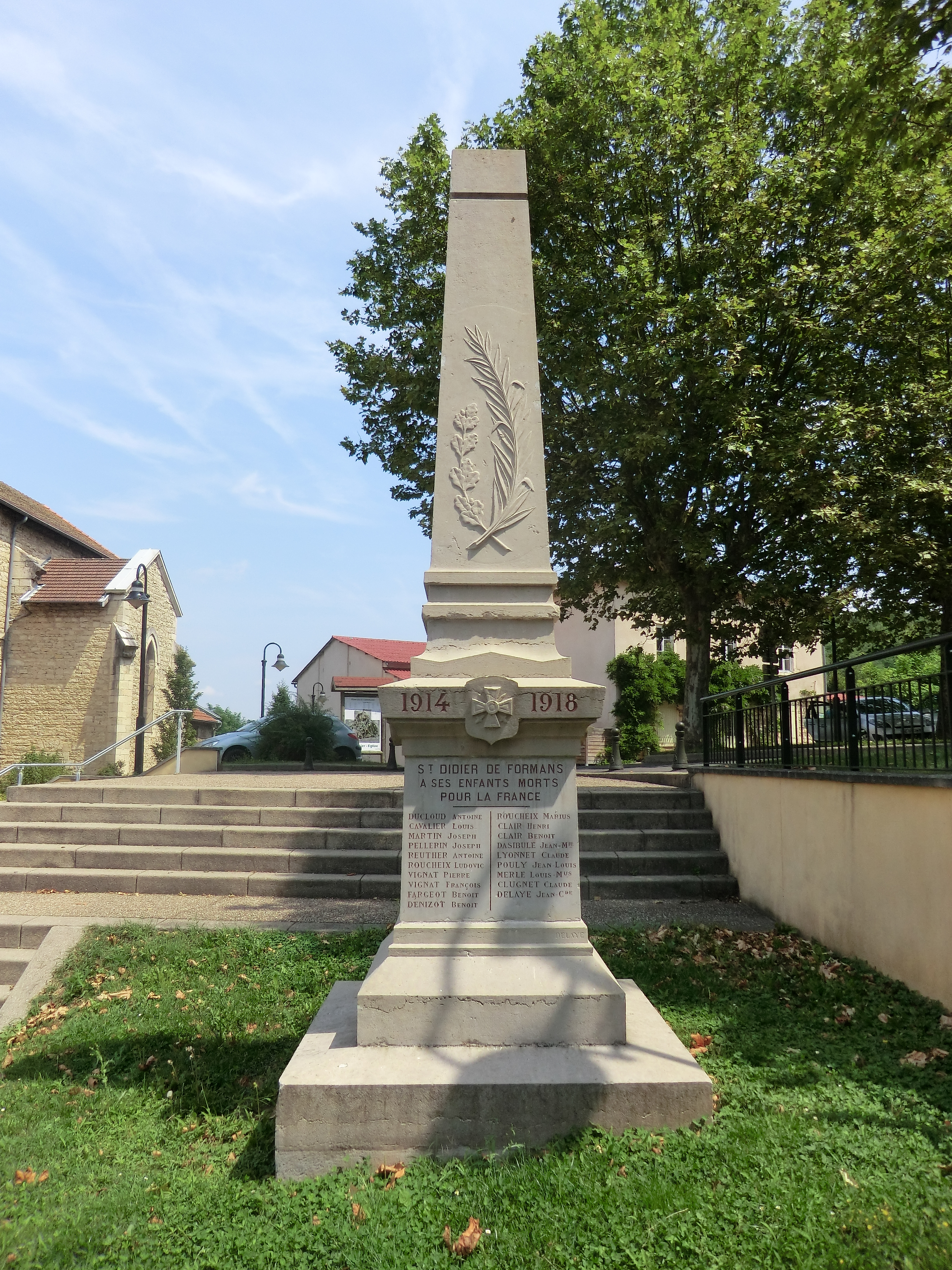
Monument aux morts.
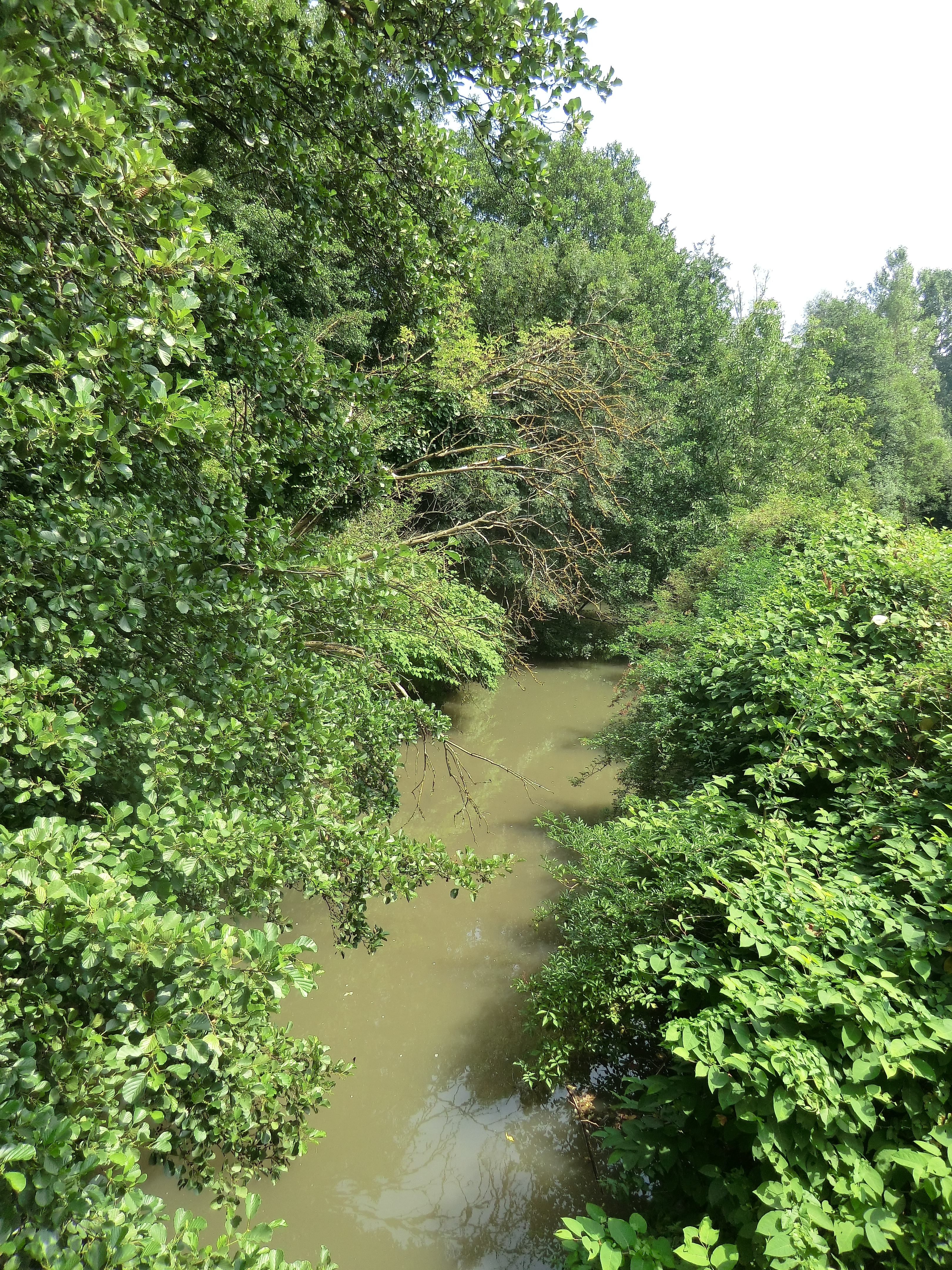
Le Formans à Saint-Didier-de-Formans.
Monument des Roussilles.
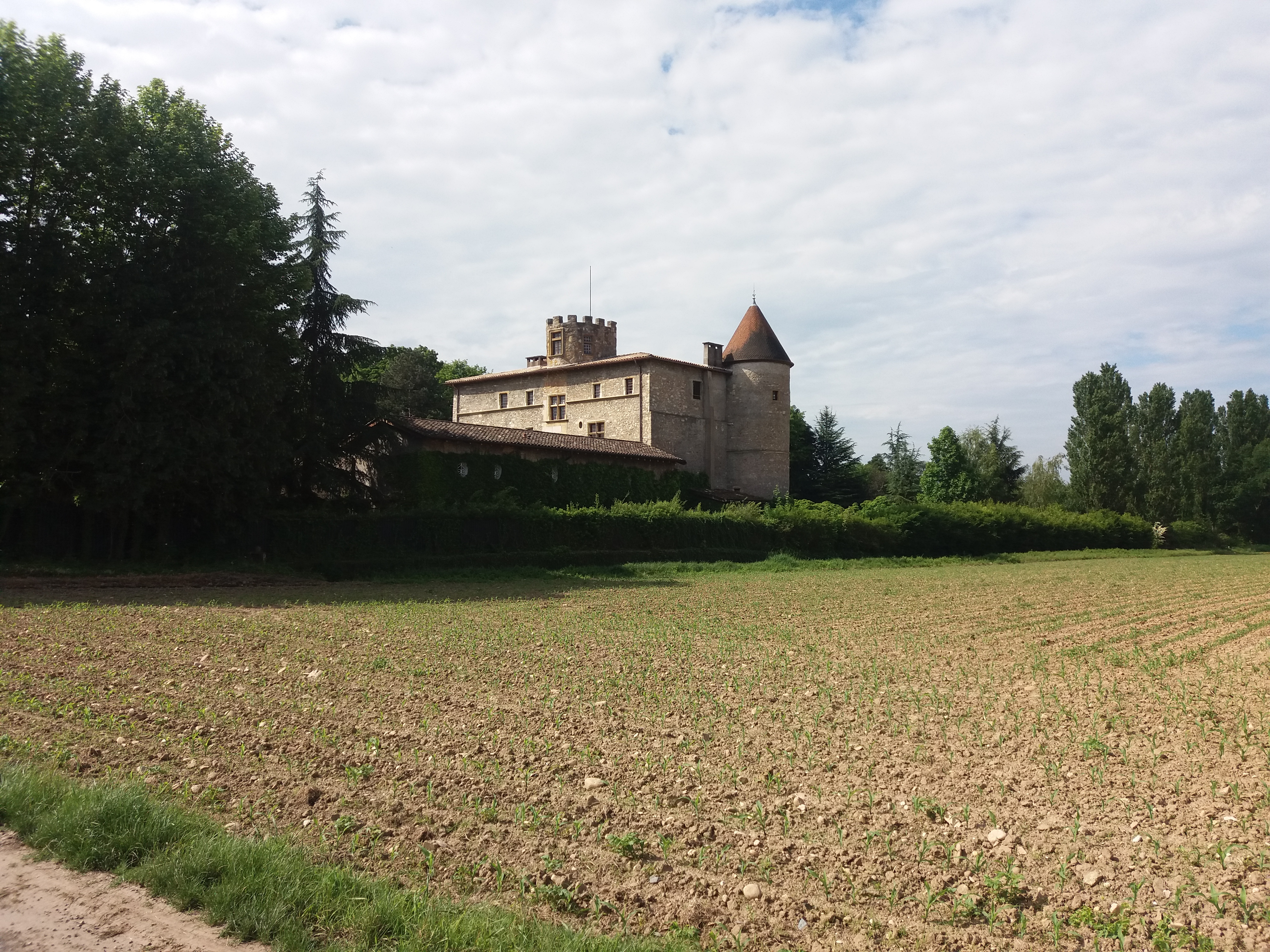
Château de Tanay.

L'ancienne chapelle seigneuriale appartenait aux Hubert de Saint Didier et a été construite entre 1610 et 1612 par sire Barnoud de Saint Didier. Elle faisait partie de l'église construite au XIe siècle et détruite en 1878 : elle communiquait avec l'église par les ouvertures du mur sud (côté de l'actuel cimetière). La pseudo abside, ajoutée au XVIIIe siècle, comporte quelques traces de la sacristie. Le mur sud avec ses deux fenestrons appartenait à l'église (XIe siècle), les arcades gothiques ont été rajoutées plus tard.

Chapelle du Vieux Bourg
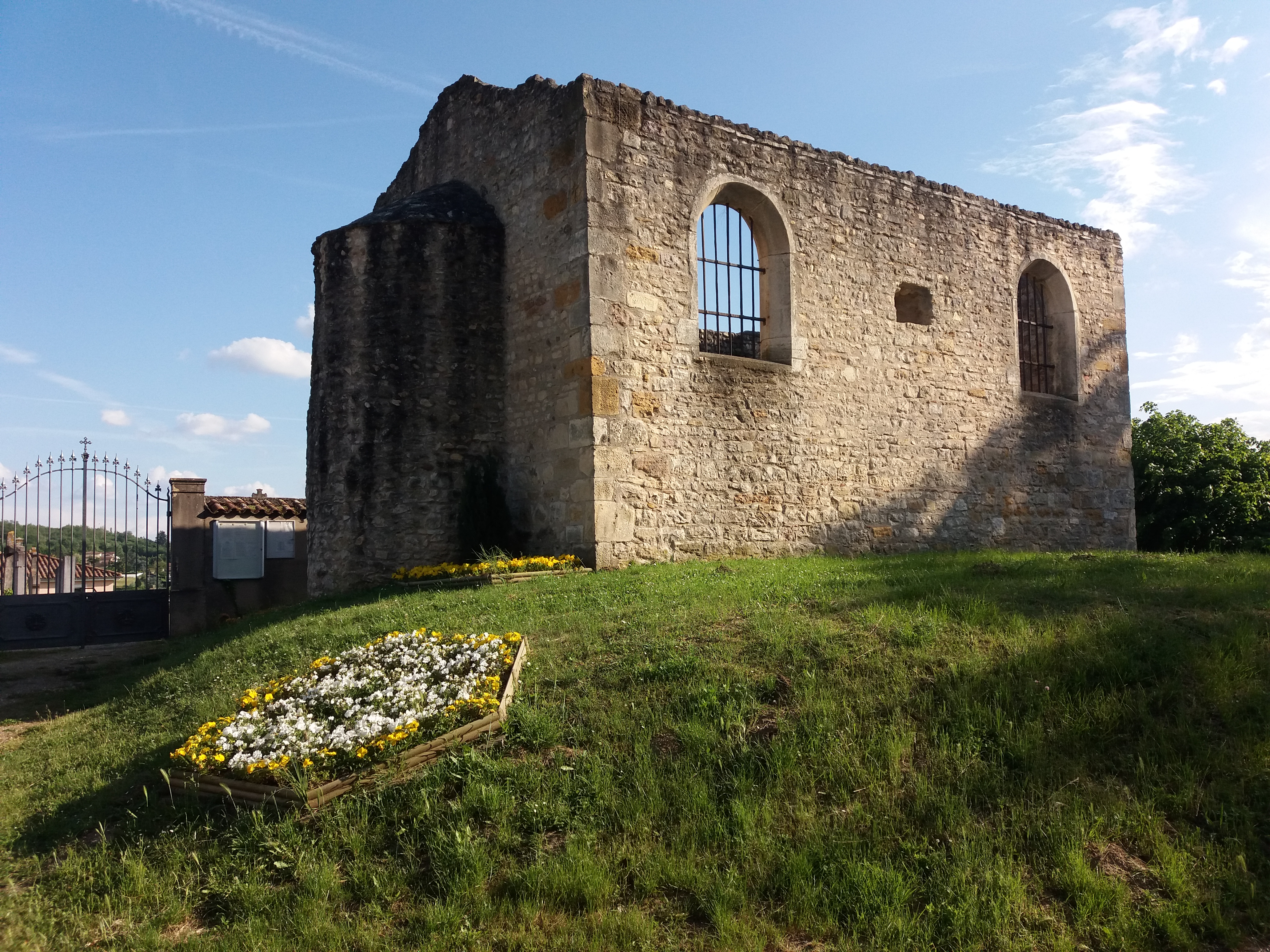
Chapelle.
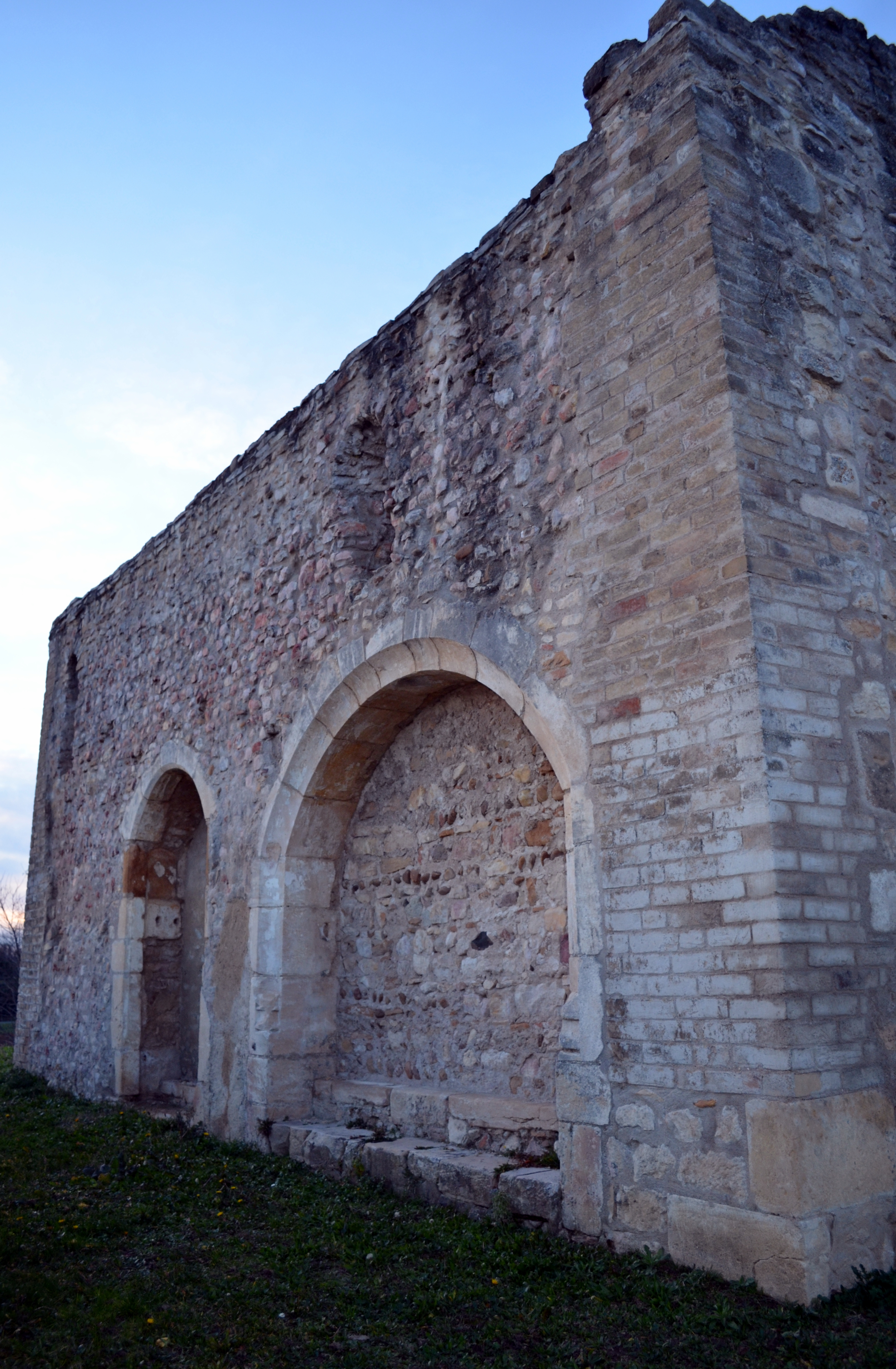
Côté église.
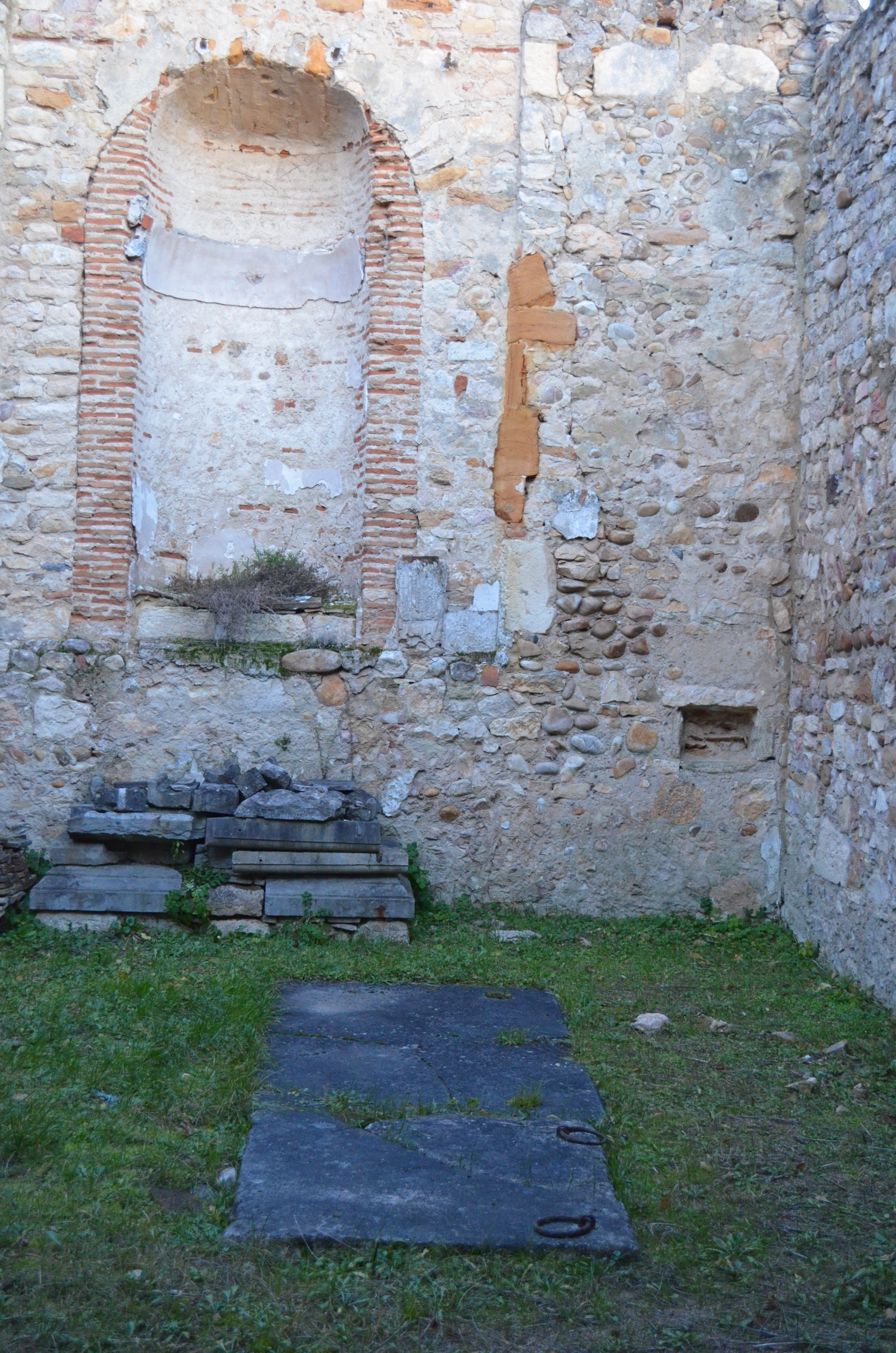
Intérieur.
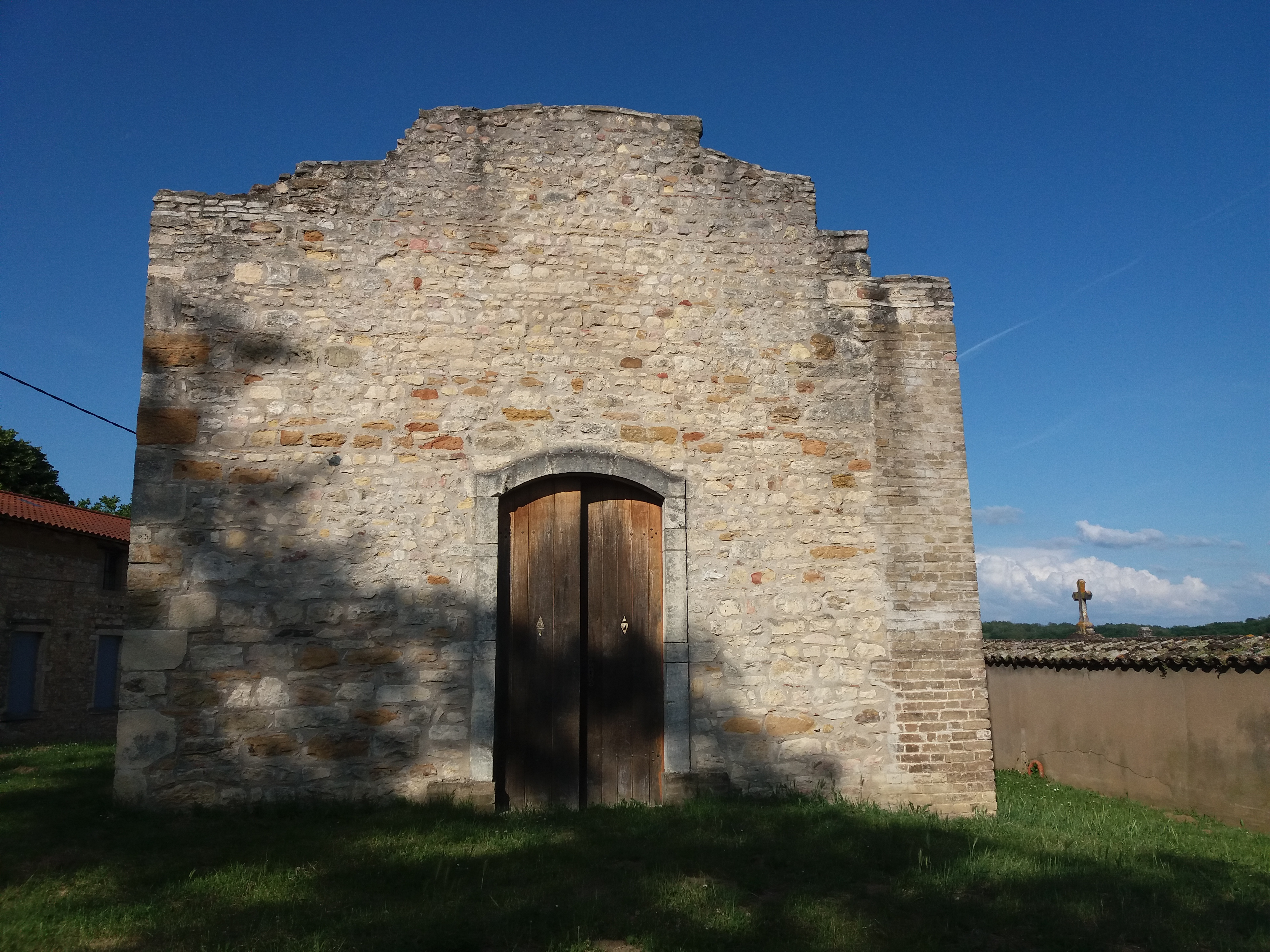
Porte.

La borne du Franc-Lyonnais est une rares indications conservées délimitant les régions du Franc-Lyonnais et de la Dombes.

Borne du Franc-Lyonnais
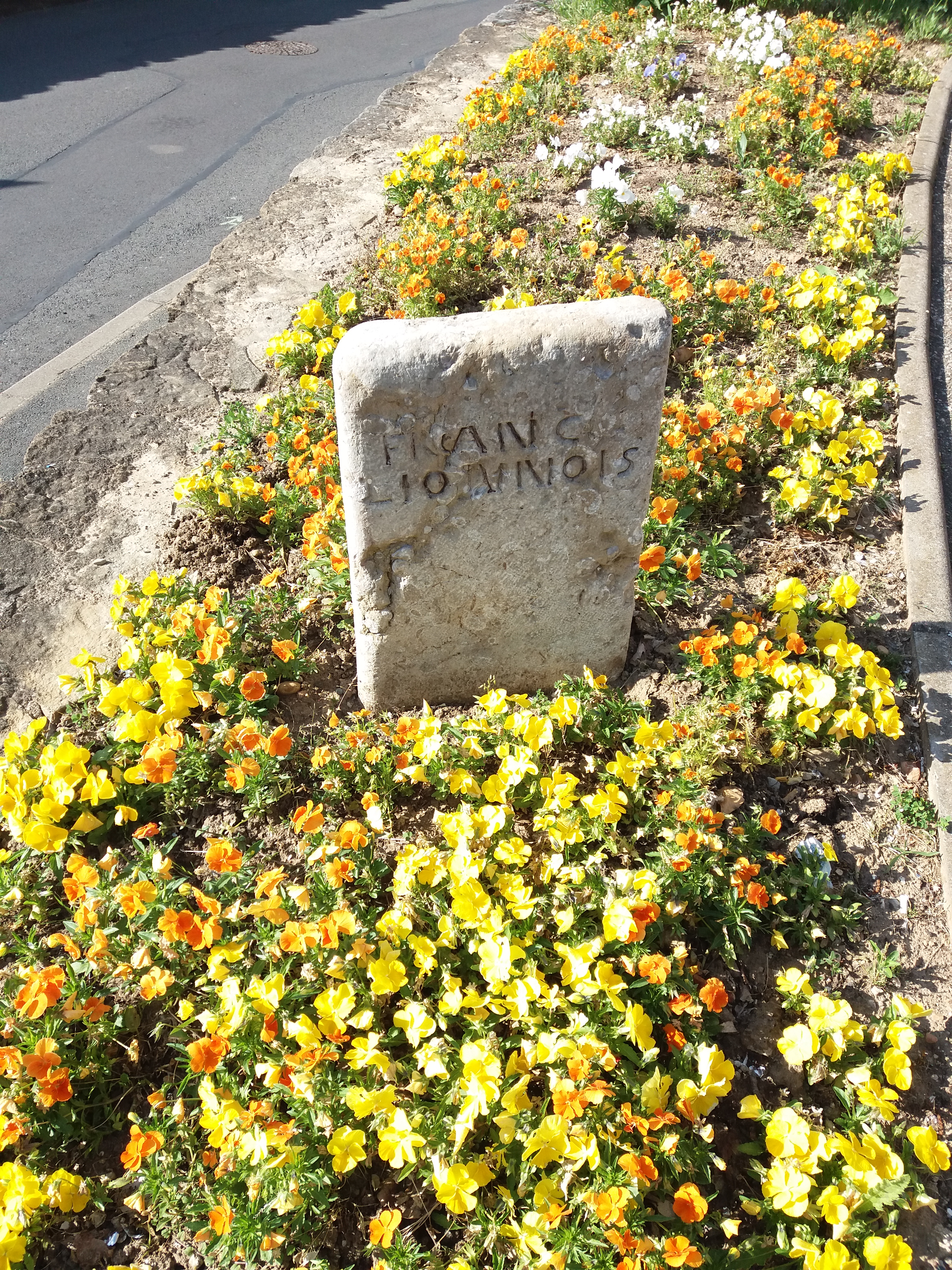
Côté Franc-Lyonnais.
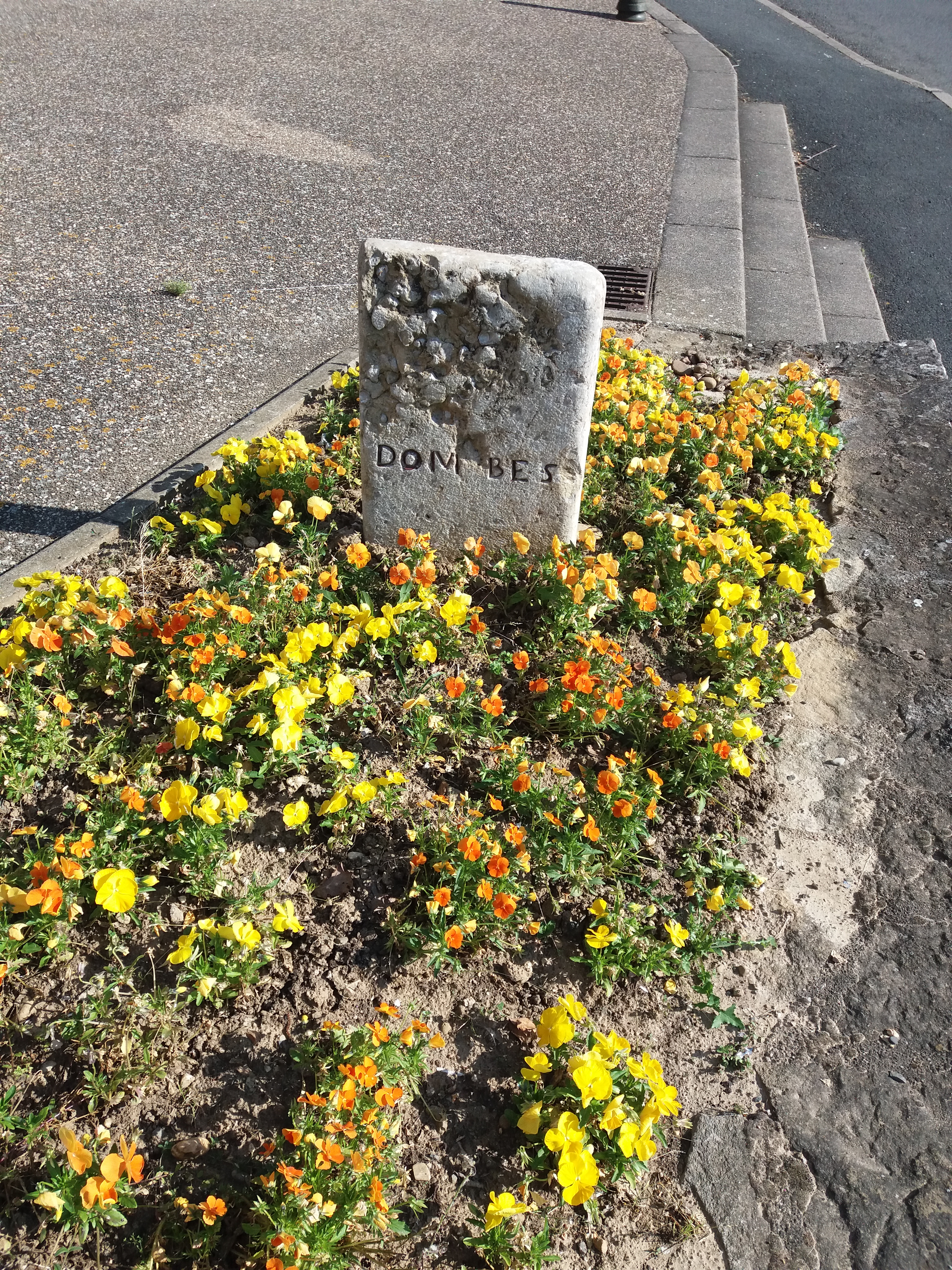
Côté Dombes.

### Héraldique
| Blason de Saint-Didier-de-Formans | Blason  | D'azur au chevron d'or accompagné en chef de deux roses d'argent et en pointe d'un croissant du même. |
| Blason de Saint-Didier-de-Formans | Détails | Le statut officiel du blason reste à déterminer.                                                      |